# Donkey Rhubarb
Donkey Rhubarb è un EP del musicista Richard D. James, pubblicato nel 1995 dalla Warp Records con lo pseudonimo Aphex Twin.
Il brano Icct Hedral (Philip Glass Orchestration) è una versione orchestrale di Philip Glass della traccia Icct Hedral dall'album ...I Care Because You Do.
Il brano Donkey Rhubarb è stato utilizzato dal 1997 al 2010 come sigla per il programma mattutino di MTV Pure Morning.
Il video del brano Donkey Rhubarb è una parodia degli Orsetti del cuore con un'immagine del volto di James sulla faccia.

## Tracce
1. Donkey Rhubarb – 6:08
2. Vaz Deferenz – 5:49
3. Icct Hedral (Philip Glass Orchestration) – 8:05
4. Pancake Lizard – 4:31